# 北カフカース・ソビエト共和国

北カフカース・ソビエト共和国
Северо-Кавказская Советская Республика

北カフカース・ソビエト共和国（きたカフカース・ソビエトきょうわこく、ロシア語: Северо-Кавказская Советская Республика）は、ロシア内戦中の1918年7月7日から同年12月にかけて、北カフカースに存在した国家。
1918年7月7日にエカテリノダールで開催された第1回北カフカース・ソビエト大会において、南ロシア長官セルゴ・オルジョニキゼによって、クバーニ＝黒海ソビエト共和国、スタヴロポリ・ソビエト共和国、テレク・ソビエト共和国を合邦する形で形成が宣言された。ロシア社会主義連邦ソビエト共和国の一部としての建国であったが、その領域はアントーン・デニーキン軍、グルジア民主共和国軍、テレク・コサック軍に囲まれて本土とは隔たれた状態にあった。中央執行委員会は44人のボリシェヴィキ、29人の社会革命党左派と1人の戦線代表から成っており、議長にはボリシェヴィキからアブラム・ルビン (ru) が就いた。国防は赤軍第11軍の共和国革命軍事会議が担当していたが、8月には白軍、メンシェヴィキ、社会革命党の攻囲によって戦況は悪化し、中央執行委員会はピャチゴルスクへと移転した。10月頃の中央執行委員会は23人のボリシェヴィキと2人の人民共産党 (ru) 員から成っていた。しかしほどなく北カフカースは白軍に占領され、ソビエト共和国は全ロシア中央執行委員会によって12月に廃止された。